# قلون
وی یکی از سرداران سپاه افراسیاب بوده‌است که سپهدار توران در جنگ با کیقباد بود.

## سرآغاز جنگ
بعد از مرگ زو (شاهنامه) و کشته شدن اغریرث، پشنگ پدر افراسیاب، تصمیم می‌گیرد تا به ایران حمله کند.
در ابتدا، افراسیاب به ری لشکر کشی کرد و رستم تصمیم به آوردن کیقباد از کوه البرز به پادشاهی می‌کند.

## مرگ
بعد از اینکه رستم کیقباد را به سوی ایران می‌برد، قلون به سپهداری بخشی از ارتش افراسیاب، به رستم حمله می‌کند، ولی رستم وی را مثل مرغ بر نیزه می‌کند.
| قلون دید دیوی بجسته زبند    |  | بدست اندرون گرز وبر زین کمند |
| بدو حمله آود مانند باد      |  | بزد نیزه وبند جوشن کشاد      |
| تهمتن بزد دست ونیزه گرفت    |  | قلون از دلیریش مانده شکفت    |
| ستد نیزه از دست آن نامدار   |  | بغرّید چون تندر از کوهسار     |
| بزد نیزه وبر ربودش ززین     |  | نهاد آن بن نیزه را بر زمین   |
| قلون گشته چون مرغ بر باب زن |  | بدیدند شکر همه تن بتن        |